# Armada beckeri
Armada beckeri là một loài bướm đêm trong họ Noctuidae.